# Reserva Provincial Iberá
A Reserva Provincial Iberá  (do guarani ý berá: "água clara") é uma área protegida pronvicial no noroeste de de Corrientes, nordeste da Argentina. Criada em 15 de abril de 1984, contém uma série de ecossistemas inundáveis, tais como pântanos, lagoas e banhados.
Com uma área de 1 300 000 ha (13 000 km2; 5 000 sq mi), a reserva cobra cerca de 14% da província de Corrientes, e é a maior área protegida desse país.
Parte dos Esteros del Iberá, um ecossistema com cerca de 2 000 000 ha (20 000 km2; 7 700 sq mi), é a segunda maior planície alagável do mundo, depois do Pantanal, no Brasil, e um dos mais importantes reservatórios de água do continente..
Em 2002 uma área de 24 500 ha (250 km2; 95 sq mi) foi incluída pela Convenção sobre as Zonas Húmidas de Importância Internacional.
Existe um projeto de promover a reserva a parque nacional.